# Liocarcinus depurator
Liocarcinus depurator är en kräftdjursart som först beskrevs av Carl von Linné 1758.  Liocarcinus depurator ingår i släktet Liocarcinus, och familjen simkrabbor. Arten är reproducerande i Sverige.